# XviD
XviD là codec rất nổi tiếng của MPEG-4. XviD được biết với cái tên khác là MPEG-4 Part 2. Nó thường được lưu trữ dưới dạng file AVI hoặc MP4...
Xvid là một đối thủ cạnh tranh chính của DivX Pro Codec (Xvid là DivX viết ngược). Ngược lại với các codec DivX, độc quyền phần mềm được phát triển bởi DivX, Inc, Xvid là phần mềm miễn phí được phân phối theo các điều khoản của GNU General Public License.